# Meraj Airlines
Meraj Airlines ist eine iranische Fluggesellschaft mit Sitz in Teheran, die 2010 gegründet wurde und die ersten regulären Flüge im März 2016 aufnahm. Sie fliegt sowohl nationale als auch internationale Ziele an. Im europäischen Raum werden Russland und die Türkei bedient.

## Flotte

### Aktuelle Flotte
Im September 2023 bestand die Flotte der Meraj Airlines aus acht Flugzeugen mit einem Durchschnittsalter von 24,1 Jahren:
| Flugzeugtyp        | Anzahl | bestellt | Anmerkungen                                                   |
| ------------------ | ------ | -------- | ------------------------------------------------------------- |
| Airbus A300B4-600R | 2      |          | EP-SIG in United to Conserve (Asiatic Cheetah)-Sonderbemalung |
| Airbus A319-100    | 2      |          |                                                               |
| Airbus A320-200    | 3      |          | EP-AJI in Asiatic-Cheetah-Sonderbemalung                      |
| Airbus A321-200    | 1      |          |                                                               |
| Gesamt             | 8      | –        |                                                               |